# Mecolaesthus peckorum
Mecolaesthus peckorum là một loài nhện trong họ Pholcidae. Loài này được phát hiện ở Venezuela.